# Lucie Orgoníková
Lucie Orgoníková (* 4. prosince 1976 Havlíčkův Brod) je česká politička, v letech 2004 až 2005 byla tiskovou mluvčí ČSSD, v letech 2005 až 2006 pak tiskovou mluvčí Vlády Jiřího Paroubka. Od roku 2018 je zastupitelkou města Přibyslav.

## Biografie
Po vystudování obchodní akademie v Havlíčkově Brodě pokračovala Lucie Orgoníková se studiem na České zemědělské univerzitě. Zde vystudovala obor Veřejná správa a regionální rozvoj. Pracovní kariéru započala jako samostatná účetní v auditorské firmě. V roce 2003 se stala asistentkou místopředsedy ČSSD pro mediální politiku. O rok později nastoupila do funkce ředitelky tiskového odboru a mluvčí ČSSD. V květnu 2005 byla jmenována vládou na pozici ředitelky tiskového odboru a tiskové mluvčí vlády. Na této pozici setrvala až do skončení volebního období v září 2006. Po této zkušenosti setrvala ještě několik měsíců ve službách ČSSD, na konci roku 2006 však zamířila zpět do soukromé sféry. Zde působila ve vedoucích pozicích. V roce 2010 si založila vlastní firmu, se kterou podniká v oblasti PR a marketingu. V březnu 2014 ji ministr školství Marcel Chládek jmenoval vrchní ředitelkou svého kabinetu. Dne 1. 1. 2016 nastoupila na pozici politické náměstkyně místopředsedy vlády pro Vědu výzkum a inovace Pavla Bělobrádka, v této funkci skončila v prosinci 2017. Od jara 2018 je kancléřkou Českého vysokého učení technického v Praze.
Je svobodná, bezdětná. Její matkou byla politička ČSSD Hana Orgoníková, otec František Orgoník.

### Politická kariéra
Lucie Orgoníková je členkou České strany sociálně demokratické od roku 2003. V současné době je místopředsedkyní Okresního výkonného výboru v Havlíčkově Brodě. V dubnu 2013 byla zvolena členkou Ústředního výkonného výboru ČSSD, kterou byla 2 roky. V parlamentních volbách roku 2013 kandidovala na 6. místě v Královéhradeckém kraji za ČSSD.
Ve volbách do Senátu PČR v roce 2018 kandidovala za ČSSD v obvodu č. 44 – Chrudim. Se ziskem 9,94 % hlasů skončila na 4. místě.
V komunálních volbách v roce 2018 byla zvolena zastupitelkou města Přibyslav, když vedla tamní kandidátku ČSSD.